# Když chlapec potká dívku
Když chlapec potká dívku (v originále Boy Meets Girl) je francouzský hraný film z roku 1984, který režíroval Leos Carax podle vlastního scénáře. Snímek měl světovou premiéru na filmovém festivalu v Cannes dne 16. května 1984.

## Děj
Alexovi je 22 let a touží se stát slavným spisovatelem. Aby se inspiroval, špehuje v noci milence. Jednoho dne potká ženu, která se mu podobá. Jejich láska na první pohled ale končí tragicky.

## Obsazení
| Denis Lavant      | Alex        |
| Mireille Perrier  | Mireille    |
| Carroll Brooks    | Helen       |
| Maïté Nahyr       | Maite       |
| Christian Cloarec | Thomas      |
| Lorraine Berger   | Pimpernelle |
| Dominique Reymond | sousedka    |

## Ocenění
- Filmový festival v Cannes: Cena mládeže
- César: nominace na nejlepší filmový debut (Leos Carax)